# PAK DA
PAK DA (rusko: ПАК ДА - перспективный авиационный комплекс дальней авиации- perspektivnij aviacionij kompleks dalnej aviaciji, kodno ime Посланник, Poslannik - sel) je nov ruski strateški bombnik, ki ga razvija biro Tupoljev za Vojno letalstvo Rusije. Nov bombnik naj bi uporabljal stealth - tehnologijo manjše radarske opaznosti. 
Februarja 2019 je bil potrjen dokončni dizajn PAK DA in podpisani so bili vsi dokumenti za njegovo proizvodnjo. Proizvodnja prvih delov letala se je začela konec leta 2019. 26. maja 2020 se je uradno začela gradnja prvega prototipa, ki bo končana v začetku leta 2023. Tovarniško preizkušanje naj bi se začelo aprila 2023, državno preizkušanje pa februarja 2026 in leta 2027 naj bi vstopil v serijsko proizvodnjo in uporabo.
Nov bombnik naj bi bil osnovan na nadzvočnem bombniku Tu-160. Kasnejši viri poročajo, da bo bombnik povsem novo letalo. 
Ruski major general Anatolij Žikarev je izjavil, da bo nov bombnik zamenjal turbopropelerskega Tupoljev Tu-95 in nadzvočnega Tupoljev Tu-160. Pozneje je Dimitrij Rogozin izjavil, da bo projekt mogoče preklican in da ni potrebe po novem bombniku.
Novi bombnik bo letel s podzvočno hitrostjo, bo imel doseg 12.000 km in možnost neprekinjeno ostati v zraku do 30 ur s koristnim tovorom do 30 t jedrskega in konvencionalnega orožja. Novo letalo naj bi imelo posadko štirih.